# Strážné
Strážné är en ort i Tjeckien. Den ligger i den norra delen av landet, 110 km nordost om huvudstaden Prag. Strážné ligger 775 meter över havet och antalet invånare är 152.
Terrängen runt Strážné är huvudsakligen kuperad, men söderut är den platt. Runt Strážné är det ganska tätbefolkat, med 83 invånare per kvadratkilometer. Närmaste större samhälle är Vrchlabí, 4,7 km söder om Strážné. I omgivningarna runt Strážné växer i huvudsak blandskog.